# Bagnoles-de-l'Orne
Bagnoles-de-l'Orne è un comune francese di 2 523 abitanti situato nel dipartimento dell'Orne nella regione della Normandia.  Nel comune si trova un'importante stazione termale.

## Storia
A Bagnoles-de-l'Orne furono assassinati Carlo e Nello Rosselli, esponenti dell'antifascismo, esuli in Francia. Carlo che si sottoponeva a cure nelle note terme della località della Normandia, era stato raggiunto dal fratello all'hotel Cordier. Il giorno 9 giugno 1937 nel bosco di Couterne furono uccisi da militanti  della Cagoule, un'organizzazione fascista francese che agì probabilmente su disposizione del regime fascista italiano.
Il tragico evento è commemorato da un monumento nel luogo dell'omicidio e da una targa nell'hotel dove i fratelli Rosselli soggiornarono.

## Società

### Evoluzione demografica
Abitanti censiti

## Galleria d'immagini

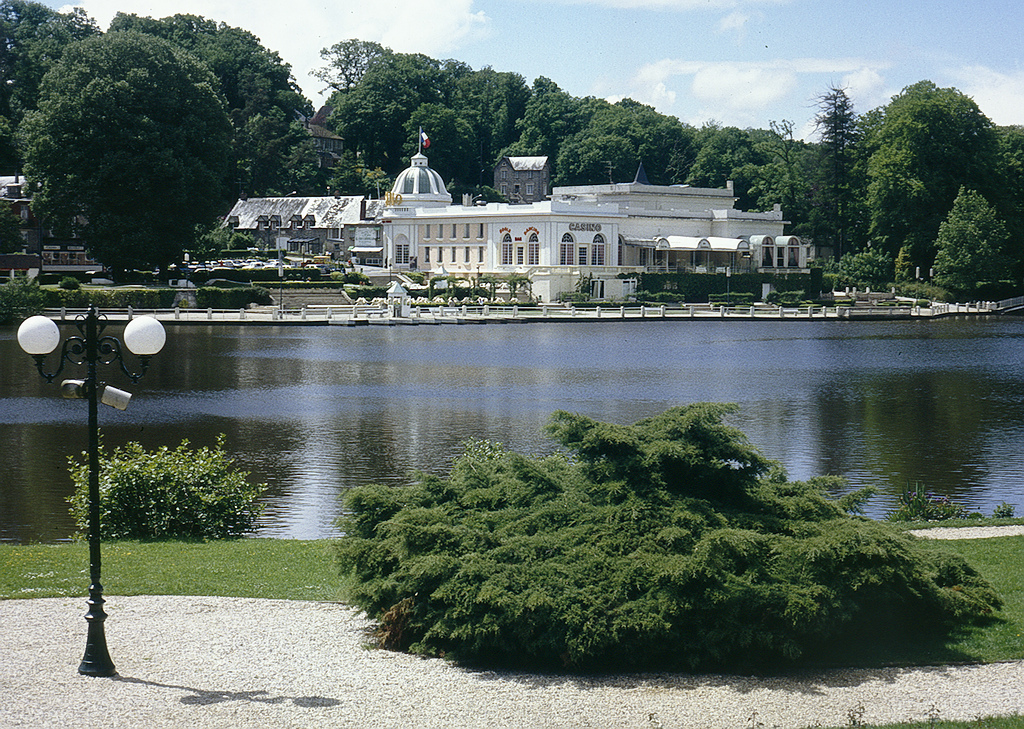
Casinò
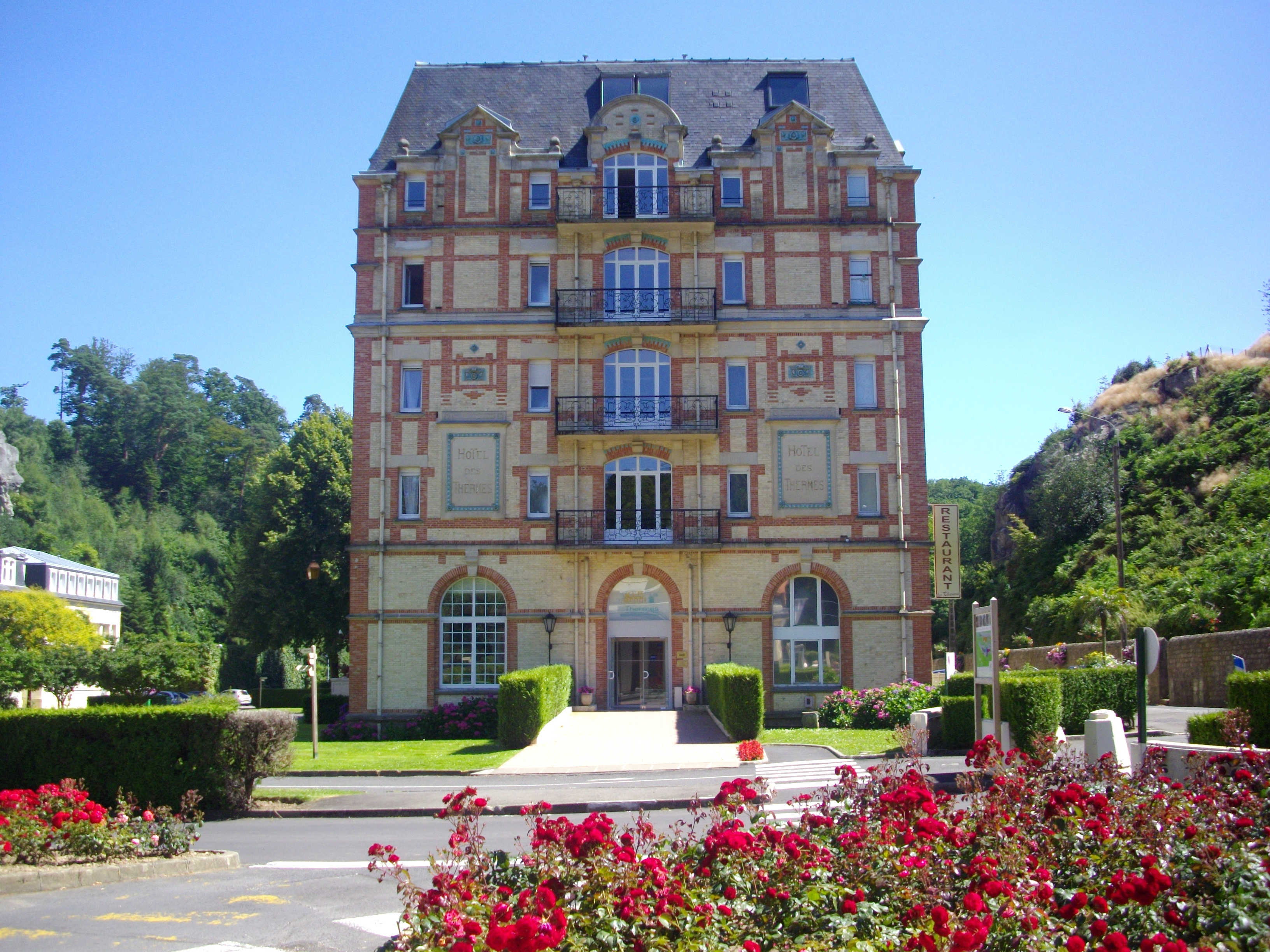
Hotel delle terme